# Stephanie Lindbergh
Stephanie Lindbergh (* 1952) ist eine Schlager- und Volksmusiksängerin aus der Schweiz.

## Leben
Lindbergh war zunächst Kellnerin, Akquisiteurin, Kassiererin und mehr, bevor sie 1971 vom Trio Eugster entdeckt wurde.
1971 bewarb sie sich für den Talentschuppen des Südwestfunks. Doch bei der Endausscheidung während der Berliner Funkausstellung (IFA) fiel sie durch. Danach nahm sie Gesangs-, Ballett- und Gitarrenunterricht. Zwei Jahre später ging sie als Sängerin mit Orchester auf Tournee.
Mitte der 1970er Jahre wurde Rolf Soja, der Produzent von Baccara, auf sie aufmerksam und baute sie als „Nachfolgerin“ von Alexandra auf. Mit ihrer ersten Single Ein Frühling, ein Sommer, ein Jahr von RCA Schallplatten GmbH (jetzt: Sony Music) gelang ihr der Durchbruch. Sie interpretierte ihre Songs mit einer ähnlich klingenden dunklen, rauchigen Stimme. Sie selber sah es aber nicht gern, mit Alexandra verglichen zu werden.
Es folgten Auftritte in der ZDF-Hitparade und der ZDF-Drehscheibe. Zwischen 1976 und 1980 wurden  sieben Singles und zwei LPs veröffentlicht. Ihr Produzent Rolf Soja versuchte Stephanie Lindbergh auch im Disco-Genre zu etablieren. Sie sang die deutsche Version des Baccara-Titels Feel Me als Fühl mich, jedoch ohne großen Erfolg.
In der DDR trat sie im März 1978 bei einer Veranstaltung des Berliner Kulturbundes im Friedrichstadt-Palast auf.
1981 zog sie sich aus privaten Gründen zurück. Nur einmal trat sie 1998 noch als Teilnehmerin des Schweizer Vorentscheids zum Grand Prix der Volksmusik in Erscheinung, nachdem sie zuvor in der Sendung Schlag auf Schlager, moderiert von Leonard, im Schweizer Fernsehen noch einmal ihren Hit Ein Frühling, ein Sommer, ein Jahr gesungen hatte.
Stephanie Lindbergh lebt heute in der Innerschweiz und arbeitet als Therapeutin im Bereich Autogenes Training und Hypnosetherapie.

## Diskografie
(Quelle:)

### Singles
| Jahr | Titel                                                                         | Komponist/Texter                                                                                        |
| ---- | ----------------------------------------------------------------------------- | --- |
| 1974 | Es lohnt sich jeden Tag für die Liebe zu Leben / Mitternacht am Moldau-Strand | Ambros Seelos, Werner Wegen (Walter Leykauf), Fredy Lienhard / Ambros Seelos, Werner Wegen, Robert Jung |
| 1976 | Ein Frühling, ein Sommer, ein Jahr / Heimatland                               | Rolf Soja, Günther Loose (Rudolf-Günter Loose) / Rolf Soja, Fred Weyrich                                |
| 1977 | Vogel flieg / Das Märchen einer Frühlingsnacht                                | Trad., Bearb: Rolf Soja, Kurt Hertha / Rolf Soja, Alexandra                                             |
| 1977 | Fühl mich / Komm zu mir                                                       | Rolf Soja, Peter Zentner / Rolf Soja, Peter Zentner                                                     |
| 1978 | In jener Sommernacht (Gloomy Sunday) / Manito                                 | Rolf Soja, Peter Zentner / Rolf Soja, Fred Weyrich                                                      |
| 1980 | Ich liebe eine Lüge / Es wird hell, Manolito                                  | Antonio Venditti, Wolfgang Mürmann / Gabor Kristof, Walter Leissle                                      |
| 1980 | Wann fängst Du zu leben an / Ich habe diese Frau geliebt                      | Dave Loggins, Michael Kunze / Klaus Munro                                                               |
| 1981 | Charlie Mahon / Ich bin es nicht                                              | Klaus Munro, Wolfgang Mürmann / Klaus Munro                                                             |

### Alben
| Jahr | Titel                                   | Lieder | Komponisten/Texter |
| ---- | --------------------------------------- | --- | --- |
| 1976 | Stephanie Lindbergh (LP)                | Vogel flieg Manito Der Mann mit dem schneeweißen Haar Kinderjahre Du bist da (Donne-moi) Ob er wiederkommt (The Last Farewell) Das Märchen einer Frühlingsnacht Die Launen des Lebens Zwei Schiffe auf dem Meer Nur einen Sommer lang Noch einmal... Vorhang auf!                                                   | Trad./Bearb: Rolf Soja/Kurt Hertha Rolf Soja/Fred Weyrich Rolf Soja/Alexandra Henri Gougaud/Gérard Jouannest/Günther Loose Roger Whittaker/Ron Webster/Michael Kunze/Stephanie Lindbergh Rolf Soja/Alexandra Rolf Soja/Fred Weyrich Rolf Soja/Günther Loose Udo Jürgens/Alexandra Ed Sperber/Stephanie Lindbergh Rolf Soja/Fred Weyrich                                                                                               |
| 1980 | Begegnungen (LP)                        | Ich Liebe eine Lüge Nicht nur ein Teil von Dir Ein wenig ist manchmal zu viel Es wird hell, Manolito Wann fängst du zu Leben an Danke Red' dir nichts ein Sommermelodie Ich habe diese Frau geliebt Nur du Ich möcht noch einmal mit dir reden Muss das sein                                                        | Bobby Wood - Ralph Murphy - Rick Skaan Nick van Eede - Wolfgang Mürmann Gabor Kristof/Walter Leissle Dave Loggins/Michael Kunze Franco Pisano-Mario Castellacci/George Gerdes Richard Supa/Wolfgang Mürmann Henryk Piontek/Wolfgang Mürmann Ubald Schneider/Wolfgang Eickelberg Peter Reber-Rolf Zuckowski-Michael Möller Roger Greenaway-Geoff Stephens-O. Pinion-Christian Dornaus Mort Shuman-Etienne Roda-Gil/Thomas Woitkewitsch |
| 1998 | Ein Frühling, Ein Sommer, Ein Jahr (CD) | Ein Frühling, ein Sommer, ein Jahr Vogel flieg Manito Der Mann mit dem schneeweißen Haar Kinderjahre Du bist da Das Märchen einer Frühlingsnacht Ob er wiederkommt (The Last Farewell) Die Launen des Lebens Zwei Schiffe auf dem Meer Nur einen Sommer lang Noch einmal.. Vorhang auf! Mitternacht am Moldaustrand | Seelos-Wegen/Jung |

### Weitere Songs
| Jahr      | Titel              | Komponist/Texter | Veröffentlichung    |
| --------- | ------------------ | ---------------- | ------------------- |
| unbekannt | River of no return | Lionel Newman    | Rundfunkaufnahme BR |

## Sampler
| Jahr            | Titel                                                              | Lieder                             |
| --------------- | ------------------------------------------------------------------ | ---------------------------------- |
| 1974            | Gugelhopfparty (LP)                                                |                                    |
| 1976            | 25 Hits des Jahres (LP)                                            | Ein Frühling, ein Sommer, ein Jahr |
| 1977            | Weltfunk präsentiert 20 original Hits 20 original Stars Vol.1 (LP) | Mitternacht Am Moldaustrand        |
| 1977            | Lieder um Liebe und Leben (LP)                                     |                                    |
| 1977            | Die Grosse Schlagerparade Vol.1 (LP)                               | Vogel flieg                        |
| 1977            | Original Swiss Top Hits 1977 Vol.1 (LP)                            | Ein Frühling, ein Sommer, ein Jahr |
| 1977            | 20 Swiss Hits - 20 Ungekürzte Originale (LP)                       | Ein Frühling, ein Sommer, ein Jahr |
| 1977            | Meine 20 Lieblingstitel Aus 100 Sendungen (LP)                     | Fühl mich                          |
| 1978            | Laax FIS Weltcup-Abfahrt (LP)                                      | Ein Frühling, ein Sommer, ein Jahr |
| 1978            | Club Top 13 - 16 Original Hits - Januar/Februar 1978 (LP)          | Fühl mich                          |
| 1986            | Unvergängliche Liebeslieder (LP)                                   | Ein Frühling, ein Sommer, ein Jahr |
| 1990            | Ein Paar Takte Zärtlichkeit (CD)                                   | Himmel und Hölle                   |
| 1997            | Schlager-Cocktail (CD)                                             | Himmel und Hölle                   |
| 199X            | 16 Original-Hits made in Switzerland (CD)                          | Ein Frühling, ein Sommer, ein Jahr |
| 1998            | Großer Preis des volkstümlichen Schlagers (CD)                     | Wenn Kinderaugen strahlen          |
| 1998            | Grand Prix der Volksmusik - Schweizer Finale (CD)                  | Wenn Kinderaugen strahlen          |
| 1998            | Swiss Ladies - 20 Swiss Top Hits (CD)                              | Ein Frühling, ein Sommer, ein Jahr |
| 1998            | 20 volkstümliche Supertreffer (CD)                                 | Wenn Kinderaugen strahlen          |
| 1998            | Neue Volksmusik '98 (CD)                                           | Wenn Kinderaugen strahlen          |
| 1999            | Schlagerbarometer Vol. 11 (CD)                                     | Mitternacht am Moldaustrand        |
| 1999            | Weltklasse Volksmusik (CD)                                         | Ein Frühling, ein Sommer, ein Jahr |
| 5. Februar 1999 | Schlagerfeuer (CD)                                                 | Ein Frühling, ein Sommer, ein Jahr |
| 2000            | Lust auf Gefühl (CD)                                               | Ein Frühling, ein Sommer, ein Jahr |
| 17. Juli 2009   | Stars singen Alexandra (CD)                                        | Kinder Jahre                       |

## TV-Auftritte
- 03.08.1976: Die Drehscheibe (ZDF)
- 04.09.1976: Aktuelle Schaubude (NDR) Heimatland
- 18.10.1976: Musik & Gäste (SRF)
- 23.01.1977: SWR-Talentschuppen (ARD)
- 19.02.1977: ZDF-Hitparade (ZDF): Vogel flieg
- 20.04.1977: Die Drehscheibe (ZDF) Vogel flieg
- 21.04.1977: Die Drehscheibe (ARD/ZDF-Vormittagsprogramm) Vogel flieg
- 01.10.1977: ZDF-Hitparade (ZDF): Fühl mich
- 01.01.1978: querbeet (Hessen 3)
- 16.09.1978: Aktuelle Schaubude (NDR) In jener Sommernacht
- 00.00.1980: Aktuelle Schaubude (NDR): Sommermelodie
- 22.01.1981: Café in Takt (BR)
- 00.00.1981: Aktuelle Schaubude (NDR): Charlie Mahón
- 03.01.1981: Aktuelle Schaubude (NDR) Wann fängst du zu leben an
- 00.00.1998: Schlag auf Schlager (SRF): Ein Frühling, ein Sommer, ein Jahr
- 05.09.1998: Grand Prix der Volksmusik 1998 - Schweizer Vorentscheidung (SRF): Wenn Kinderaugen strahlen